# Küllü, İncesu
Küllü là một xã thuộc quận İncesu, tỉnh Kayseri, Thổ Nhĩ Kỳ. Dân số thời điểm năm 2008 là 401 người.